# Leonidàion
El Leonidàion (en grec antic: Λεωνίδαιον, 'de Leònides') fou un edifici aixecat entre el 330 ae i el 320 ae. Era al sud-oest del recinte sagrat del Santuari d'Olímpia, a l'entrada processional a l'Altis, al sud del Taller de Fídies. El seu nom prové del seu mecenes i arquitecte Leònidas de Naxos. Servia d'hostaleria per a gent distingida, i acollia visitants oficials i atletes. Durant l'època romana, l'edifici va sofrir dues grans reformes i fou reemplaçat en aquestes funcions per la Casa dels atletes, edificada en el segle i, que servia d'allotjament a les autoritats romanes.
El va descobrir en les campanyes d'excavacions del 1937 al 1966 Emil Kunze.

## Descripció
La planta tenia una base gairebé quadrada de pedra conglomerada. Feia 80,18 m x 73,51 m, i tenia un pati interior amb jardí i fonts.
Les 138 columnes del peristil exterior eren d'ordre jònic. A l'arquitrau hi ha una inscripció amb el nom de Leònides. La columnata interior que donava al pati central era d'ordre corinti i constava de 48 pilars d'estil dòric. Les saletes, probablement 80, tenien vistes al pati i estaven distribuïdes en dos pisos.
La longitud de l'ala oest de l'edifici es dividia en sis cambres i la de les altres ales en 12 cadascuna, la qual cosa sumava un total de més de 50 cambres, que donaven al pati. En època romana, la distribució de les habitacions es va fer més complexa i es va afegir un jardí ornamental al bell mig del pati. Al cantó nord-est del Leonidàion hi havia una estàtua de Leònides.

Sota l'emperador Hadrià s'hi feren modificacions i millores.

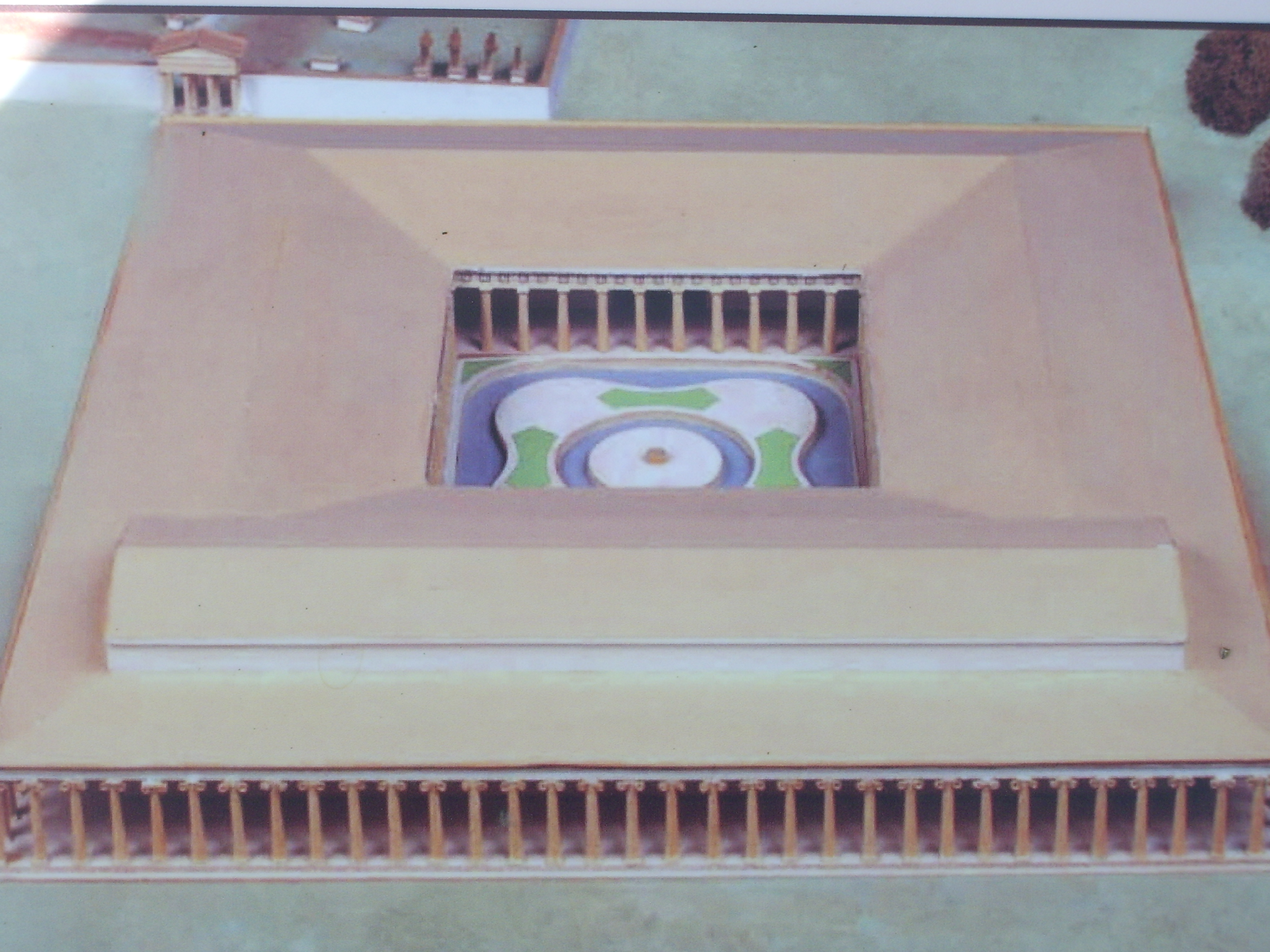
Reconstrucció
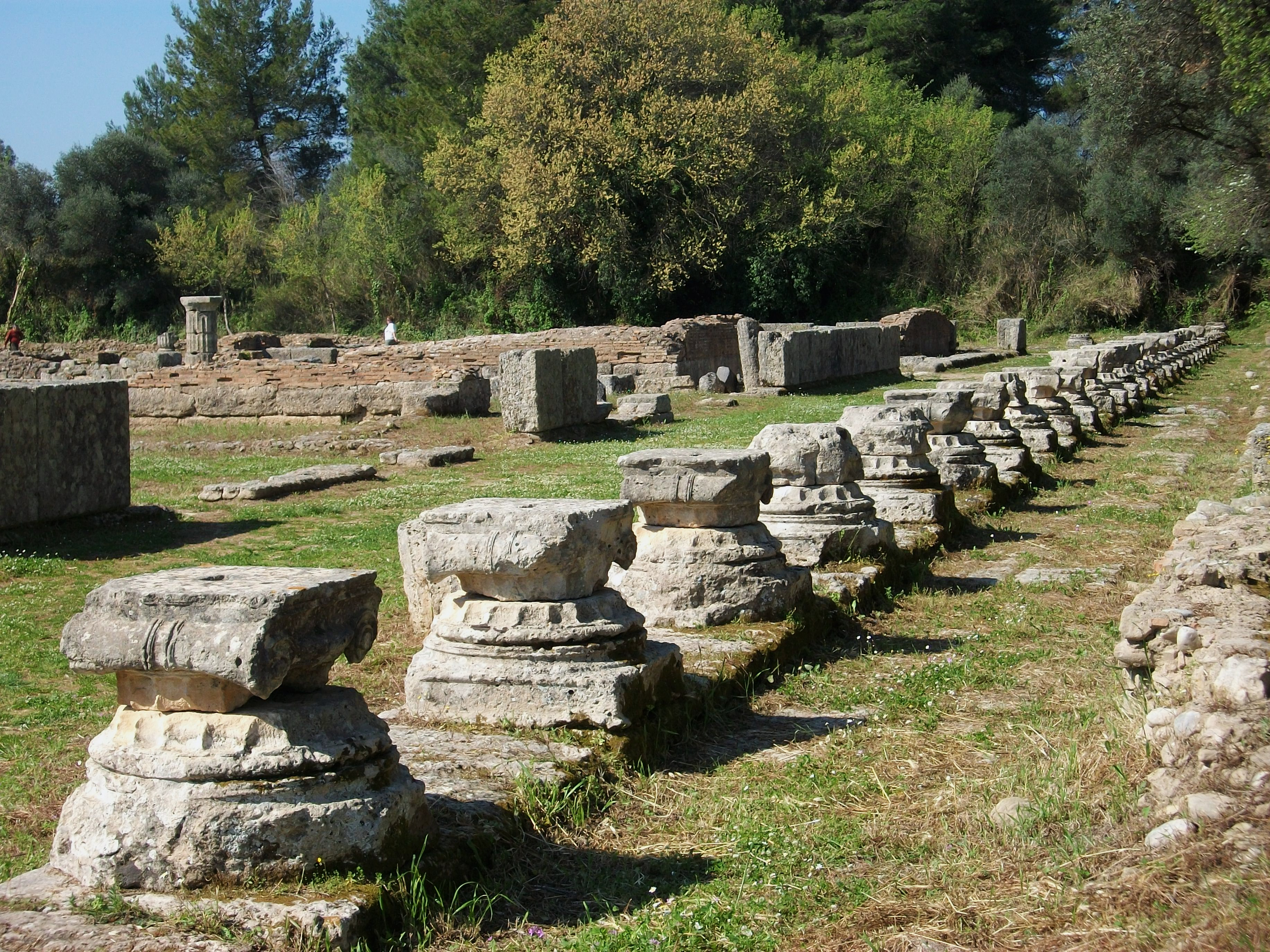
Restes de la columnata jònica de la façana
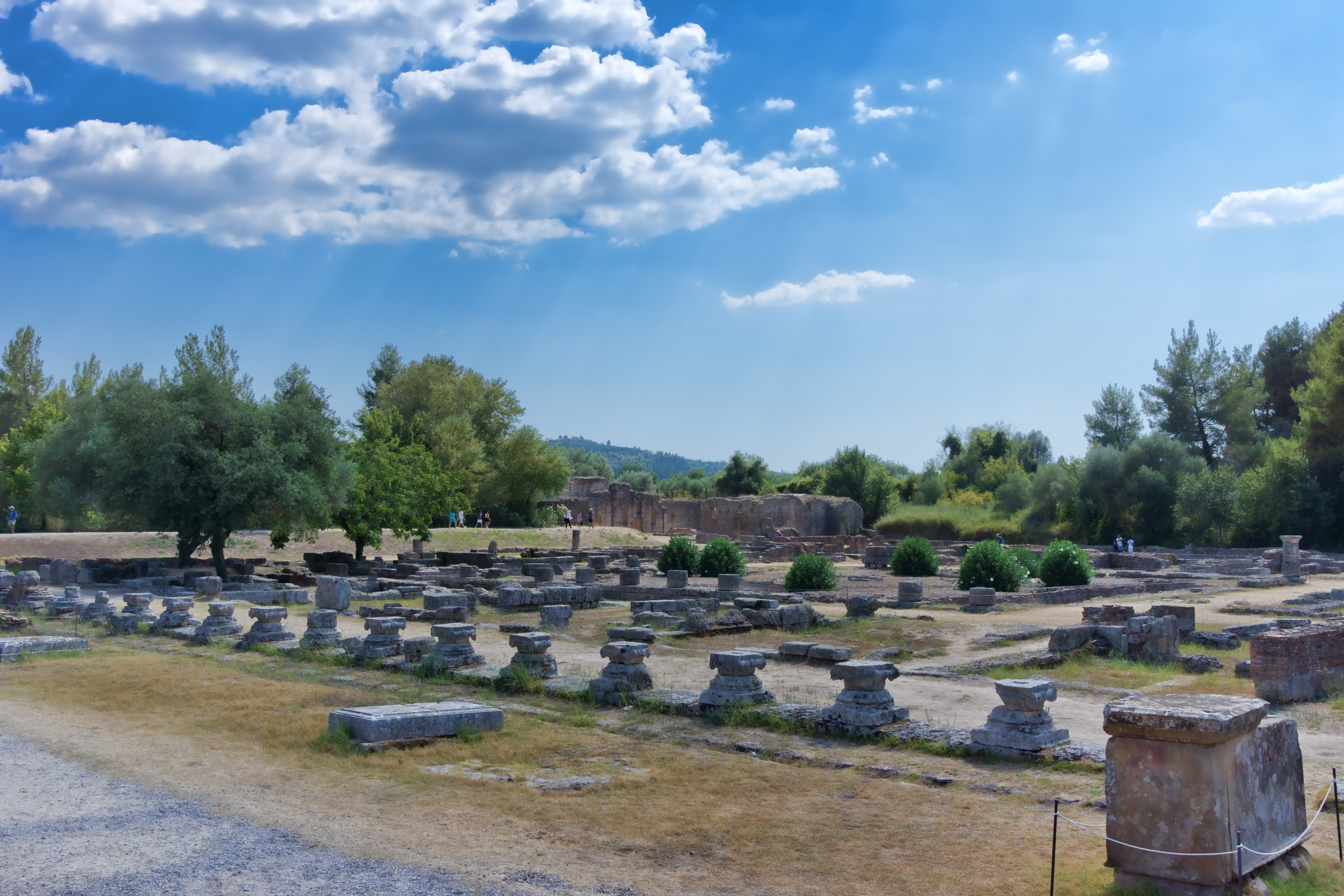
Vista general